# Ильичёвка (Омская область)
Ильичёвка — село в Москаленском районе Омской области России. Административный центр Ильичёвского сельского поселения.

## География
Село расположено в 14 км к северо-востоку от р.п. Москаленки.

## История
Основано в 1923 году. В 1928 г. хутор Подковыров состоял из 5 хозяйств, основное население — украинцы. В составе Мироновского Москаленского района Омского округа Сибирского края. С 1957 года — центральная усадьба колхоза «Сибиряк», образованного в результате слияния колхозов «Путь Сталина» и имени Калинина. Колхоз получил название «Сибиряк».

## Население
| 1926 | 1970 | 1979 | 1989 | 2010 |
| ---- | ---- | ---- | ---- | ---- |
| 24   | ↗266 | ↗467 | ↗617 | ↘608 |

В 1979 году немцы составляли 67 % населения села.